# Alpes e Pré-Alpes da Provença

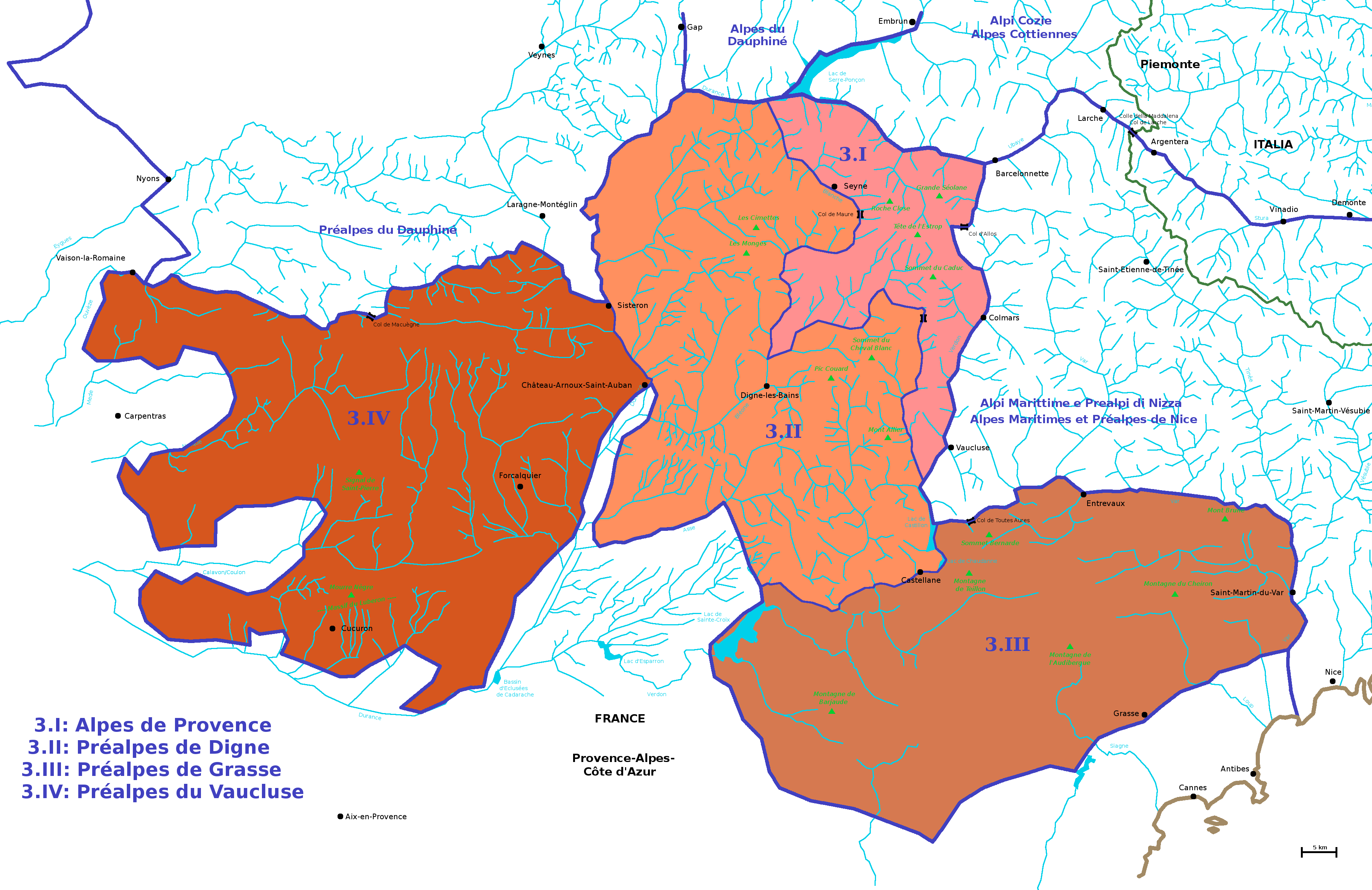
Os Alpes e Pré-Alpes de Provença com os Alpes da Provença (3.I)

Os Alpes e Pré-Alpes da Provença  (em italiano:   Alpi e Prealpi di Provenza) é uma secção alpina tal como a define a SOIUSA.

## SOIUSA
A Subdivisão Orográfica Internacional Unificada do Sistema Alpino (SOIUSA) criada em 2005, dividiu os Alpes em duas grandes partes:Alpes Ocidentais e Alpes Orientais, separados pela linha formada pelo  Rio Reno - Passo de Spluga - Lago de Como - Lago de Lecco.
Os Alpes de Provença, Pré-Alpes de Digne, Pré-Alpes de Grasse, e os Pré-Alpes de Vaucluse formam os Alpes e Pré-Alpes da Provença.

### Classificação  SOIUSA
Segundo a SOIUSA este acidente orográfico chama-se  Alpes de Provença] e é uma Sub-secção alpina  com a seguinte classificação:
- Parte = Alpes Ocidentais
- Grande sector alpino = Alpes Ocidentais-Sul
- Secção alpina = Alpes e Pré-Alpes da Provença
- Código = I/A-3

## Divisão tradicional
Na divisão tradicional corresponde à reunião dos Alpes da Provença e aos Pré-Alpes da Provença.